# Василенко, Марк Сергеевич
Василенко Марк Сергеевич (Савельевич; 4 марта 1895, с. Выползов, Остёрский уезд, Черниговская губерния — 1937) — советский государственный деятель. Расстрелян в 1937 году, реабилитирован посмертно.

## Биография
Родился в с. Выползов (сейчас Козелецкий район) в крестьянской семье. До 1915 года жил в родном селе, работал рыбаком, плотником и батраком на сезонных работах.
В годы Первой мировой войны (в 1915—1917) был матросом-минёром Черноморского флота. В 1917 году участвовал в организации Черноморского матросского комитета.
С 1918 года — активный участник революционной борьбы в Остерском уезде. В 1918 арестовывался Государственной стражей гетмана П. П. Скоропадского.
В 1919 году работал в ВЧК, избирался председателем Остерской уездной ЧК, членом Остерского уездного исполкома. После оккупации Черниговщины войсками Деникина в августе 1919 года возглавлял партизанский отряд в Остерском уезде. В том же году вступил в РКП(б).
С конца 1919 года избирался председателем Остерского уездного исполкома, затем председателем Борзенского уездного ревкома и исполкома, председателем Нежинского окружного исполкома Черниговской губернии.
В 1923—1924 гг. — заместитель председателя Исполнительного комитета Черниговского губернского Совета
В 1924—1925 гг. — учился на курсах при ЦК ВКП(б), работал ответственным инструктором ЦК ВКП(б).
В 1925—1927 гг. — председатель Исполнительного комитета Бердичевской окружной Рады
В 1928—1929 гг. — ответственный секретарь Белоцерковского окружного комитета КП (б) Украины
В 1929 — 3.1931 гг. — секретарь Президиума Всеукраинского ЦИК
В 15.6.1930 — 18.1.1934 гг. — член Центральной контрольной комиссии КП (б) Украины
26 января—10 февраля 1934 года делегат XVII съезда ВКП(б) с решающим голосом.
В 1932—1937 гг. — председатель Исполнительного комитета Киевского областного Совета
В июле — август 1937 гг. — нарком финансов УССР и управляющий делами Совета народных комиссаров.
Делегат XVII съезда ВКП(б). Член комиссии по составлению Конституции СССР.
Арестован 13 августа 1937. Внесен в Сталинский расстрельный список от 21 октября 1937 г. (Украинская ССР) (за 1-ю категорию Сталин, Молотов, Каганович, Ворошилов, Микоян). Выездной сессией ВКВС СССР в г. Киев 24 октября 1937 года осужден к ВМН по ст. 54-8  («террор»), ст. 54-11 («участие в к.-р. организации»)  УК УССР. Расстрелян в ночь на 25 октября 1937 года.  Место захоронения — спецобъект НКВД УкрССР «Быковня». Реабилитирован посмертно ВКВС СССР в 1956 году..

## Награды
- Орден Ленина № 1771 (1935) — за выдающиеся успехи в области сельского хозяйства и за перевыполнение государственных планов по сельскому хозяйству.